# Richard Albert
Richard Albert  (* 26. Juli 1983 in Duisburg als Richard Albert Bretschneider) ist ein deutscher Filmkomponist und Songwriter.

## Leben und Musik
Richard Albert ist musikalischer Autodidakt und studierte von 2004 bis 2010 Kommunikationswissenschaften und Informatik an der RWTH Aachen. Für den Kurzfilm Sachliche Romanze komponierte er 2007 seine erste Filmmusik. Nach mehreren Jahren, in welchen er überwiegend die Musik für Werbeclips und Kurzfilme schrieb, begann er mit der Webserie Hell’s Kitty 2012 damit, für verschiedene Produktionsfirmen in den USA Musik zu komponieren. Seither arbeitet Albert überwiegend an amerikanischen Produktionen, lebt jedoch weiterhin in Wuppertal. Zu seinen Stilmitteln gehört es, Orchesterklänge mit Geräuschen aus dem Alltag anzureichern, wie z. B. in Piece for Piano and fridge oder dem Stück Schwebebahn Apocalypse, in welchem er Streicher mit Geräuschen der Wuppertaler Schwebebahn vermischte.

## Auszeichnungen
- 2009: European Talent Award (nominiert)
- 2011: Jerry Goldsmith Award, Film Music Festival Úbeda (nominiert)
- 2011: European Talent Award (nominiert)
- 2013: Jerry Goldsmith Award, Film Music Festival Úbeda (nominiert)
- 2016: The Marshall Hawkins Awards – Best Musical Score – Feature (nominiert)[4]
- 2016: Deutscher Filmmusikpreis, Kategorie „Nachwuchs“ (nominiert)[5]
- 2018: American Tracks Music Award, Kategorie „Best song for a film“[6]
- 2019: American Tracks Music Award, Kategorie „Best Score“ (Halbfinalist)[7]
- 2019: Paris Art and Movie Awards, Kategorie „Best Soundtrack Song“ (nominiert)[8]
- 2019: Jerry Goldsmith Awards – Best Song for a film (nominiert)[9]
- 2023: Tracks Music Awards - Best Score for a film of the month[10]

## Filmkompositionen (Auswahl)
- 2016: Losing Touch
- 2016: Sticky:_A_(Self)_Love_Story
- 2016: The Last Night Inn
- 2018: Hell’s Kitty
- 2018: Hide in the Light
- 2019: The Bone Box